# Lúcio Rodrigues (Treinador)
Lúcio Rodrigues (nascido em 22 Março de 1983) é um treinador de futebol brasileiro, conhecido por seu trabalho à frente da Associação Atlética Batel, clube sediado em Guarapuava, Paraná. Ex-jogador com passagens pelo futebol do Rio Grande do Sul e pela Guatemala, Lúcio iniciou sua carreira como técnico em 2022. Formado com licença Conmebol PRO.

## Carreira como jogador
Durante sua carreira como jogador, Lúcio atuou como meia, com experiências no futebol gaúcho e na Guatemala. 

## Carreira como treinador

### Início
Lúcio Rodrigues começou sua trajetória como treinador em 2022 nas categorias de base do Paraí e do Associação Nova Prata de Esportes Cultura e Lazer

### Associação Atlética Batel
Em 2024, Lúcio assumiu o comando da equipe Sub-20 da Associação Atlética Batel, onde disputou o Campeonato Paranaense Sub-20. Posteriormente, foi promovido a técnico da equipe principal, liderando o Batel na conquista do título inédito da Terceira Divisão do Campeonato Paranaense em 2024.
Sob sua liderança, o Batel alcançou uma sequência de 16 jogos de invencibilidade, atual maior do Brasil e a maior da história do clube desde sua profissionalização em 1989. Essa campanha histórica incluiu 9 vitórias e 7 empates, com 30 gols marcados e 15 sofridos.

## Estilo de jogo
Lúcio é conhecido por promover um futebol ofensivo, priorizando a posse de bola e adaptando suas estratégias às características do elenco.

## Títulos
- Campeonato Paranaense – Terceira Divisão: 2024 (com a Associação Atlética Batel)[2]